# Référendum de 2020 sur l'augmentation de la taxe sur le tabac et la nicotine en Oregon
Un référendum sur l'augmentation de la taxe sur le tabac et la nicotine a lieu le 3 novembre 2020 en Oregon. La population est amenée à se prononcer sur un projet de loi d'origine parlementaire, dite Mesure 108, visant à augmenter les taxes sur les produits à base de tabac ainsi que les inhalateurs de fumée du type cigarette électronique. La taxe prélevée sur chaque paquet de cigarette doit notamment passer de 1,33 à 3,33 $, et le taux de TVA des cigarettes électroniques et des cigares à 65 %, avec une limite à 1 $ par cigare contre 0,50$ précédemment. Les fonds ainsi récoltés sont destinés à financer les programmes de santé publique de l’État,.
La mesure est approuvée à une large majorité, et entre en vigueur au premier janvier 2021.

## Résultats
| Choix                     | Votes     | %     |
| ------------------------- | --------- | ----- |
| Pour                      | 1 535 866 | 66,34 |
| Contre                    | 779 311   | 33,66 |
|                           |           |       |
| Votes valides             | 2 315 177 | 95,91 |
| Votes blancs et invalides | 98 713    | 4,09  |
| Total                     | 2 413 890 | 100   |
| Abstention                | 530 698   | 18,02 |
| Inscrits/Participation    | 2 944 588 | 81,98 |

| Pour 1 535 866 (66,34 %) |  |  | Contre 779 311 (33,66 %) |
| ▲                        |  |  |                          |
| Majorité absolue         |  |  |                          |